# Itacaruaré
Itacaruaré is een plaats in het Argentijnse bestuurlijke gebied San Javier in de provincie Misiones. De plaats telt 3.106 inwoners.